# Museu de la Casa del Pou de la Llosa de Ranes
El Museu de la Casa del Pou de Llosa de Ranes és un museu etnològic localitzat al carrer Camí Reial, 96, d'aquesta població valenciana, pertanyent a la comarca de la Costanera.
Es tracta de museu l'objectiu del qual és divulgar el patrimoni cultural incidint en la història recent i l'evolució cultural tradicional de la seva població a través de fotografies, testimoniatges i objectes diversos d'ús quotidià. Es converteix així en una mostra del que realment és el poble i els seus habitants, tot això a través un recorregut que mostra les fites socioculturals i el seu territori (fonts, monuments, la indústria del formatge o la pansa, la dansa de la vetlla que es va ballar en els municipis de la Costanera fins a finals del segle xx, etc)
El museu forma part de la Etnoxarxa, és a dir de la Xarxa de Museu Etnològics Locals de la Diputació de València.
Se situa en una casa burgesa de Casa del Pou, que allotjava antigament l'Ajuntament, i que va ser remodelada per a convertir-la en museu en 1979. La casa va ser edificada a la fi del segle XIX, i originàriament era propietat de Joséf Cucarella, canonge a Tortosa, qui va decidir construir-se una casa al seu poble natal, on posteriorment es retiraria. L'edifici comptava en la part posterior fins als anys setanta del segle xx, amb un gran hort tancat, espai que avui ocupa el camp de futbol, amb una bassa de reg que recollia l'aigua del pou que, fins no fa tants anys, proveïa al poble.

## Història i descripció
El museu es va inaugurar al març del 2015, i el seu origen va ser fruit d'un treball coordinat entre l'Ajuntament de Llosa de Ranes i el Museu Valencià d'Etnologia, pertanyent a la Diputació Valenciana.
A l'abril de 2018, la Conselleria d'Educació, Recerca, Cultura i Esport va reconèixer el Museu de la Casa del Pou de la Llosa de Ranes com a col·lecció museogràfica permanent per la important labor de divulgació del patrimoni cultural del municipi que el museu realitza.
El museu s'organitza en diverses àrees de contingut: la primera mostra la singularitat de la Llosa de Ranes, i s'hi destaca la gran activitat de la seva cooperativa dins de la comarca; la 'dansa de la vetlla', que es va ballar en els municipis de la Costanera fins a finals del segle XX; i el barri de París, zona de la localitat que indica la importància que va tenir en el municipi l'emigració que molts veïns van haver d'emprendre cap a la capital francesa per a millorar la seva condició econòmica.
Aquells objectes de la col·lecció que fan referència a l'àmbit domèstic, com a mobiliari, indumentària, aixovars o utensilis de cuina, estan exposats dins de la recreació d'una habitació d'una casa del poble, que se situa en la planta baixa.
També compta amb una col·lecció de pintura composta per 38 quadres amb temàtica religiosa i natures mortes. Algunes són làmines que decoraven les parets de les cases i unes altres són d'artistes locals o de la comarca.
Un altre àmbit de la col·lecció fa referència a ceràmica prehistòrica, com és el cas d'una dotzena de bols fets a mà, datats en el Bronze Antic (1800-1400 a. C.), procedents del jaciment del Mes de Menente (Alcoi), així com un gerro tardorenc i un got de l'època ibèrica (III-II a. C.).
També hi ha materials de la Societat Musical de Llosa de Ranes, que va ser fundada en 1921, entre ells destaquen els instruments (flautes, tubes, trombons, saxofons, trompetes, etc.), uniformes de la banda i fins a setanta partitures musicals de tots els temps.
El museu també compta amb una sala destina a exposicions temporals (com la que es va realitzar sobre el bandolerisme valencià l'any 2023), a la qual s'accedeix a través d'un espai que concentra el que pot definir-se com a "museu participat", en el qual es recull una mostra de fotografies i objectes donats pels habitants de la Llosa.
La segona planta trobem el que podem definir com a 'museu fora del museu', és a dir, un espai que tracta de mostrar els llocs més interessants del municipi, convidant al visitant a acudir a cadascun d'ells. Destacaríem entre ells: l'ermita de Santa Ana (de la qual s'exhibeix un capitell medieval i una rosa dels vents), les fonts, els Banys... Aquesta planta acaba amb un panell dedicat als oficis més característics de la localitat: la indústria del formatge, els mobles, la pansa, el guix, productes d'espart, fabricació de taulells i els derivats de treballar la pedra, una de les principals ocupacions dels habitants de La Llosa entre els segles XVIII i principis del XX.